# テンジン・ランパ
テンジン・ランパ（Tenzin Rampa、1985年12月17日（39歳） - ）はチベットの男子サッカー選手。アメリカ合衆国のウィスコンシン州マディソン出身。
ウィスコンシン大学ミルウォーキー校卒業。現在はアメリカ合衆国のインドアサッカーチームミルウォーキー・ウェーブに所属している。2006年にチベット代表としてELCカップに出場している。